# جسم كبي

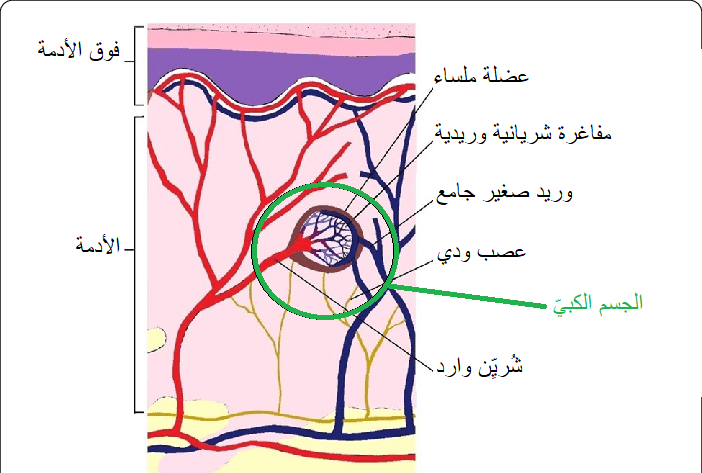

الجسم الكبي (أو جهاز الكبيبات) (جمع: أجسام كُبِّية)(بالإنجليزية: glomus body)‏ هو أحد مكونات طبقة الأدمة من الجلد، والتي تشارك في تنظيم درجة حرارة الجسم. يتكون الجسم الكبي من تحويلة شريانية وريدية محاطة بكبسولة من النسيج الضام. تكون الأجسام الكبية أكثر عددًا في أصابع اليدين والقدمين. يتمثل دور الجسم الكبي في إبعاد الدم عن سطح الجلد عند تعرضه لدرجة الحرارة الباردة، وبالتالي منع فقدان الحرارة، والسماح بأقصى تدفق للدم إلى الجلد في الطقس الدافئ للسماح للحرارة بالتبدد وبالتالي خفض حررة الجسم. 
تشكل الخلايا البطانية طبقة واحدة مستمرة تبطن جميع أجزاء الأوعية الدموية. تحافظ الموصلات الخلوية على ارتباط الخلايا الطلائية مع بعضها في الشرايين وتكون أقل عددًا في الأوردة. يختلف تنظيم طبقة الخلايا البطانية في الشعيرات الدموية بشكل كبير اعتمادًا على العضو.
تكون الأجسام الكبية في الجلد وأماكن أخرى غير عادية من حيث أن «الخلايا البطانية» توجد في طبقات متعددة من الخلايا تسمى الخلايا الظهارية العضلية.
تتحكم أجسام الكبيبات هذه في التحويلات الشريانية الوريدية الصغيرة أو المفاغرة.
التحويلة الشريانية الوريدية في الجسم الكبي هي تحويلة تشريحية طبيعية مقارنة بالناسور الشرياني الوريدي غير الطبيعي. 
الميتاآرتريول (metarteriole) هو نوع آخر، ويشير إلى أي من الأوعية الدموية الدقيقة التي تتفرع من أصغر الشرايين وتتصل بالسرير الشعري (بالإنجليزية: capillary bed)‏.
- يسمى أيضا قبل الشعيرية

## قراءات إضافية
- ورم كبي